# Olaf Hoffsbakken
Olaf Hoffsbakken   (Noruega, 2 de setembre de 1908 - Gjøvik, 23 de novembre de 1986) va ser un esquiador noruec, especialista en combinada nòrdica i esquí de fons, que va competir durant la dècada de 1930.
El 1936 va prendre part en els Jocs Olímpics de Garmisch-Partenkirchen. Guanyà la medalla de plata en la competició de la combinada nòrdica, així com en els relleus 4x10 quilòmetres del programa d'esquí de fons formant equip amb Oddbjørn Hagen, Sverre Brodahl i Bjarne Iversen. En la prova dels 18 quilòmetres d'esquí de fons fou cinquè.
En el seu palmarès també destaquen tres medalles al Campionat del Món d'esquí nòrdic: l'or el 1938 en combinada nòrdica i la plata i bronze el 1935 en els relleus 4x10 quilòmetres i 18 quilòmetres d'esquí de fons respectivament.
El 1937 fou guardonat amb la medalla Holmenkollen pels seus èxits esportius.